# Conde de Campanhã

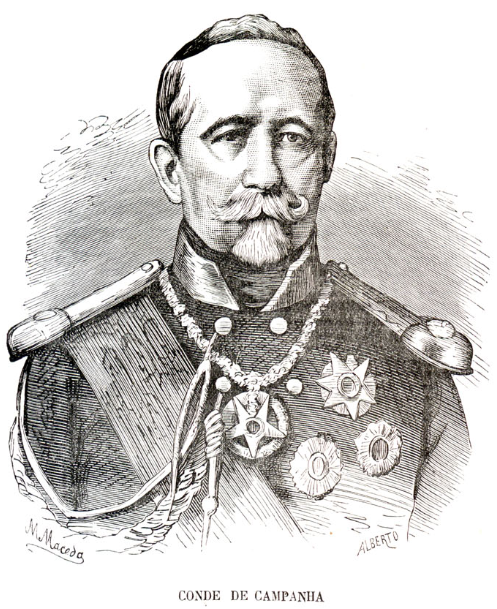
Baltazar de Almeida Pimentel, 1.º Conde de Campanhã, em gravura de 1875.

Conde de Campanhã é um título nobiliárquico criado por D. Luís I de Portugal, por Decreto de 30 e Carta de 3 de Outubro de 1862, em favor de Baltasar de Almeida Pimentel, antes 1.º Barão de Campanhã e 1.º Visconde de Campanhã.
Titulares
1. Baltasar de Almeida Pimentel, 1.º Barão, 1.º Visconde e 1.º Conde de Campanhã;
2. Mariana Emília de Macedo de Passos de Almeida Pimentel, 2.ª Condessa de Campanhã.

Após a Implantação da República Portuguesa, e com o fim do sistema nobiliárquico, usou o título: 
1. António Luís da Costa Pereira de Lacerda, 3.º Conde de Campanhã, 3.º Barão de Grimancelos.